# Emilian Nica
Emilian Nica (născut Vlad Nica; n. 12 februarie 1972, Berezeni, Vaslui) este un cleric ortodox român, episcop vicar al Arhiepiscopiei Aradului din 2017, cu titulatura Crișanul. Anterior a fost episcop vicar al Arhiepiscopiei Râmnicului, având titulatura Lovișteanul. Alegerea sa la Arad a fost hotărâtă în urma ședinței Sfântului Sinod din data de 4 iulie 2017.

## Cariera ecleziastică
În data de 4 iulie 2017 a fost ales episcop-vicar al Arhiepiscopiei Aradului cu titlul Crișanul, fiind instalat la data de 16 iulie 2017 de către mitropolitul Ioan Selejan în Catedrala Veche „Sfântul Ioan Botezătorul” din Arad.

## Activități și responsabilități în domeniul academic și de cercetare
- 2006-2009 – este membru în Comisia liturgică a Arhiepiscopiei Iașilor;
- 2010 – este membru în Comisia Pastorală, Socială și Monahală a Sfântului Sinod al Bisericii Ortodoxe Române;
- 2011 – este membru în Colegiul de redacție al Revistei „Mitropolia Olteniei” (Craiova)
- 2012-2015 – este Președinte de Onoare al Asociației „Codrii Mamului” – Fumureni, județul Vâlcea;
- 2013-2015 este Președinte de Onoare al Fundației Naționale pentru Civilizație Rurală „Niște Țărani”, București;
- 2014 – este Președinte de Onoare al Centrului de Cercetare a Conlucrării Bisericii Ortodoxe Române cu Armata României „General Paul Teodorescu”, Mănăstirea Dintr-un Lemn, Arhiepiscopia Râmnicului.

## Distincții și titluri bisericești, academice și culturale
- -Crucea Moldavă pentru clerici, conferită de Înaltpreasfințitul Părinte Daniel, Arhiepiscopul Iașilor și Mitropolitul Moldovei și Bucovinei, în Catedrala mitropolitană din Iași (24 februarie 2008);
- Premiul de Excelență din partea Televiziunii Etalon TV pentru promovarea credinței și tradițiilor românești, Râmnicu Vâlcea (18 ianuarie 2011);
- Diplomă de Excelență din partea Association Européenne des Enseignants – Secțiunea Română, pentru promovarea valorilor europene în colaborare cu AEDE – AEDER, București – Constanța (15 mai 2011);
- Diplomă de Excelență, pentru editarea cărții Femeia în Biserică, familie și societate de Vartolomeu Stănescu, acordată de Forumul Cultural al Râmnicului, Râmnicu Vâlcea (21 martie 2012);
- Trofeul Cerurile Oltului, pentru contribuția de excepție la promovarea culturii române, la Salonul Național de Literatură și Artă „Rotonda Plopilor Aprinși”, Ediția a II-a, Râmnicu Vâlcea (26 mai 2012);
- Diplomă de Merit pentru Voluntariat Vâlcean, pentru implicarea activă în derularea de acțiuni civice pe parcursul anului 2011, acordată de Primăria Municipiului Râmnicu Vâlcea și Inspectoratul Școlar Județean Vâlcea, Râmnicu Vâlcea (12 decembrie 2012);
- Premiul de excelență Niște Țărani, pentru promovarea spiritualității și culturii românești, acordat de Fundația Națională pentru Civilizație Rurală „Niște Țărani” (21 octombrie 2012);
- Premiul de excelență Petre Bardașu, pentru promovarea istoriei și spiritualității ortodoxe – românești, acordat de Fundația culturală „Vâlcea 1” ( 15 februarie 2013)[4];
- Ordinul „Sfinții Martiri Brâncoveni” oferit de către Preafericitul Părinte Daniel, Patriarhul Bisericii Ortodoxe Române (16 august 2014);
- Ordinul Episcopiei Devei și Hunedoarei, oferit de către Preasfințitul Părinte Gurie, Episcopul Devei și Hunedoarei (29 iunie 2015);
- Ordinul „Sfântul Ierarh Martir Antim Ivireanul”,oferit de către Preafericitul Părinte Daniel, Patriarhul Bisericii Ortodoxe Române (27 septembrie 2016);
- Ordinul Mitropoliei Clujului, Maramureșului și Sălajului, oferit de către Înaltpreasfințitul Părinte Andrei, Arhiepiscopul Vadului, Feleacului și Clujului și Mitropolitul Clujului, Maramureșului și Sălajului (25 martie 2017)
- 2017 – este membru în Colegiul de redacție al Revistei „Mitropolia Banatului” (Timișoara).